# Юнаділла (Джорджія)
Юнаділла (англ. Unadilla) — місто (англ. city) в США, в окрузі Дулі штату Джорджія. Населення — 3118 осіб (2020).

## Географія
Юнаділла розташована за координатами 32°15′26″ пн. ш. 83°44′9″ зх. д. / 32.25722° пн. ш. 83.73583° зх. д. (32.257284, -83.735898).  За даними Бюро перепису населення США в 2010 році місто мало площу 15,75 км², з яких 15,65 км² — суходіл та 0,10 км² — водойми.

## Демографія
Згідно з переписом 2010 року, у місті мешкало 3796 осіб у 843 домогосподарствах у складі 566 родин. Густота населення становила 241 особа/км².  Було 989 помешкань (63/км²).
Расовий склад населення:
| - 62,5 % — чорних або афроамериканців - 34,0 % — білих - 0,5 % — азіатів - 0,1 % — вихідців з тихоокеанських островів - 0,1 % — корінних американців - 2,3 % — осіб інших рас |

До двох чи більше рас належало 0,6 %. Частка іспаномовних становила 6,3 % від усіх жителів.
За віковим діапазоном населення розподілялося таким чином: 14,5 % — особи молодші 18 років, 77,8 % — особи у віці 18—64 років, 7,7 % — особи у віці 65 років та старші. Медіана віку мешканця становила 38,1 року. На 100 осіб жіночої статі у місті припадало 243,8 чоловіків;  на 100 жінок у віці від 18 років та старших — 295,7 чоловіків також старших 18 років.
Середній дохід на одне домашнє господарство  становив 33 719 доларів США (медіана — 30 156), а середній дохід на одну сім'ю — 39 446 доларів (медіана — 33 402). Медіана доходів становила 32 301 долар для чоловіків та 20 446 доларів для жінок. За межею бідності перебувало 30,0 % осіб, у тому числі 52,1 % дітей у віці до 18 років та 19,5 % осіб у віці 65 років та старших.
Цивільне працевлаштоване населення становило 724 особи. Основні галузі зайнятості: виробництво — 27,6 %, освіта, охорона здоров'я та соціальна допомога — 21,0 %, будівництво — 14,1 %.